# La Font (la Bisbal de Montsant)
La Font és una obra de la Bisbal de Montsant (Priorat) inclosa a l'Inventari del Patrimoni Arquitectònic de Catalunya.

## Descripció
Es tracta d'una font d'ús públic amb dues aixetes i un raig continu. És adossada a la paret d'una casa que hi ha l'entrada del poble i té un dipòsit de reserva als soterranis de la casa. Hom hi accedeix davallant tres graons. El conjunt és protegit per una mena de teuladeta que sobresurt de la paret de la casa. Sobre les aixetes una placa de marbre assenyala l'any de la construcció. Les aixetes són situades simètricament sobre l'espai de la font, i arranquen d'una mena de relleu de pedra molt malmès. Entre ambdues aixetes hi ha un raig continu.

## Història
El poble no disposava fins al 1890 d'altra font que l'anomenada del Pantà, un xic més amunt de les darreres cases, riu Montsant amunt. En aquella data es va construir aquesta font, captant les aigües no del riu sinó d'una font que hi ha a mitja falda de la muntanya del Montsant, la qual garantia l'aigua tot l'any, com així sembla haver-se demostrat, ja que mai s'ha assecat. Actualment una de les aixetes és inservible, i amb la portada d'aigua a les cases, del riu, la font pública sembla haver-se deixat d'utilitzar d'una manera regular. Això no obstant, hom considera que l'aigua que aquesta proporciona és de millor qualitat i la gent n'usa per a beure.